# Puma (zoologia)
Puma Jardine, 1834 è un genere di felidi che comprende una sola specie vivente (Puma concolor) e una specie fossile (Puma pardoides).
Lo yaguaroundi, in passato attribuito a questo genere (P. yagouaroundi), è attualmente inquadrato in un genere a sé stante (Herpailurus).